# Franz Philipp Fenner von Fenneberg

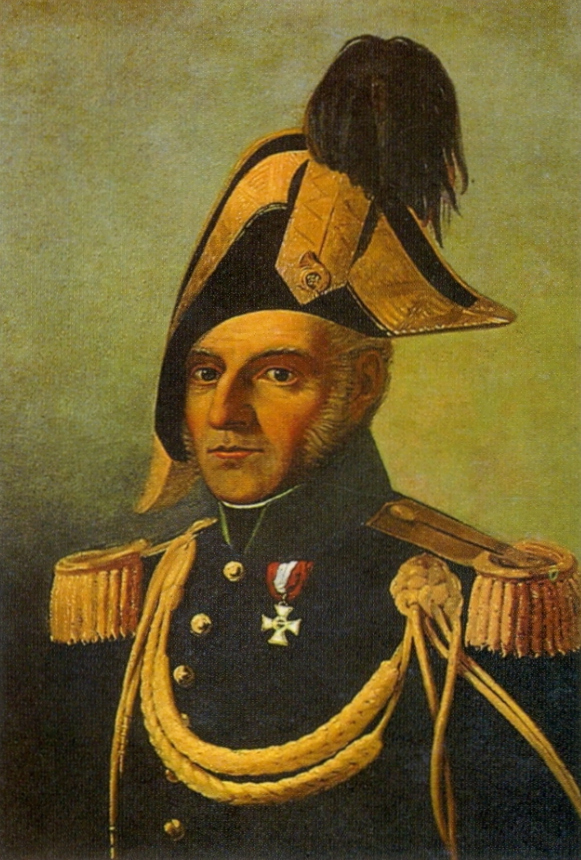
FML Franz Philipp Freiherr Fenner von Fenneberg

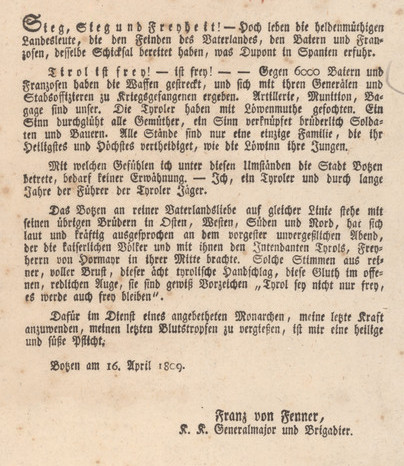
Aufruf Fenners an die Einwohner von Bozen, 1809

Franz Philipp (ab 1814: Freiherr) Fenner von Fenneberg (* 10. Juli 1759 in Salurn, Tirol; † 19. Oktober 1824 in Jarosław, Galizien) war ein Feldmarschallleutnant der österreichischen Armee, dessen militärische Laufbahn eng mit den Tiroler Schützen bzw. Tiroler Jägern verbunden war.
Fenner von Fenneberg entstammte einer 1667 geadelten Tiroler Familie. Sein genauer Geburtsort war Unterfennberg, das damals zu Salurn gehörte und sich heute auf dem Gemeindegebiet von Margreid befindet. 
Franz Philipp Fenner von Fenneberg war Sohn des Salurner Grundbesitzers Johann Josef Anton Fenner und der Elisabeth Maria Margreth Brunner von Hirschbrunn aus Magreid. Er trat am 1. September 1777 als Cadet in das 22. Infanterieregiment (Graf Lacy) ein, wurde 1778 Fähnrich, am 1. September 1783 Unterlieutenant und am 1. Oktober 1788 Oberlieutenant. Nach dem Waffenstillstand von Giurgiu im September 1790, der den 8. Österreichischen Türkenkrieg faktisch beendete, wurde Fenner Hauptmann im neu aufgestellten Tiroler Scharfschützen-Corps, mit dem er ab 1792 im Ersten Koalitionskrieg kämpfte, zunächst in den Niederlanden. Am 27. April 1793 wurde er zum Major befördert; als solcher übernahm er 1794 das Kommando über die Tiroler Schützen (auch: Tiroler Feldjäger), seit dem 20. April 1797 im Range eines Oberstlieutenants. 1796/97 kämpfte er am Rhein und zeichnete sich unter anderem bei der Einnahme von Offenburg am 26. Juni 1797 aus. 1801 wurde aus den bis dahin als Freikorps geführten Tiroler Jägern das 1. (Tiroler) Jägerregiment unter dem Kommando Fenners formiert, das 1803 zum 64. Infanterieregiment „Tiroler Jäger“ wurde. 1804 wurde Fenner als Kommandeur dieses Regiments zum Obersten befördert. Er nahm mit seinem Regiment unter anderem an der verlorenen Schlacht bei Ulm im Oktober 1805 teil und konnte sich danach nach Vorarlberg zurückziehen. Nach der Abtretung Tirols an Bayern infolge des Friedens von Pressburg wurde das 64. Infanterieregiment zum 1. September 1808 aufgelöst. Fenner wurde am 15. August 1808 zum Generalmajor befördert und war 1809 als Brigadier an den Kämpfen in Tirol während des Tiroler Volksaufstands beteiligt. Am 26. Juli 1813 zum Feldmarschall-Lieutenant befördert, befehligte er als Divisionär in den Kämpfen der Jahre 1813 und 1814 den rechten Flügel der Armee in Innerösterreich, rückte nach Tirol vor und nahm im Oktober 1813 Bozen, Brixen und Trient ein. Für die zweite Erstürmung der Mühlbacher Klause am 7. Oktober 1813 erhielt er am 8. November 1814 das Ritterkreuz des Militär-Maria-Theresien-Ordens. Aufgrund dieser Auszeichnung wurde er in den österreichischen Freiherrnstand erhoben. Am 16. Jänner 1814 wurde er Regimentsinhaber des neu errichteten Tiroler Jäger-Regiments „Franz Fenner v. Fenneberg“ (Fenner-Jäger). Dieses Regiment wurde zum 1. Jänner 1816 wieder aufgelöst und in das neu aufgestellte Tiroler Kaiserjäger-Regiment überführt, dessen Inhaber der Kaiser selbst war. Fenner wurde jedoch zum Zweitinhaber des Regiments ernannt. 1814 wurde er Militärkommandant von Tirol in Innsbruck, 1820 als Divisionskommandant nach Kremsier in Mähren und 1821 nach Jaroslau in Galizien versetzt, wo er 1824 im Alter von 65 Jahren an „Brustwassersucht“ starb. 1913 wurden seine in Jarosław begrabenen sterblichen Überreste exhumiert und nach Tirol überführt, wo sie am 15. Mai 1913 in der Kreuzkapelle am Bergisel feierlich bestattet wurden.
Fenner heiratete nach 1814 die wesentlich jüngere Anna Gräfin von Wolfenstein-Rodeneck. Der einzige Sohn aus dieser Ehe war der 1818 geborene Offizier, 1848er Revolutionär und Schriftsteller Daniel Fenner von Fenneberg.

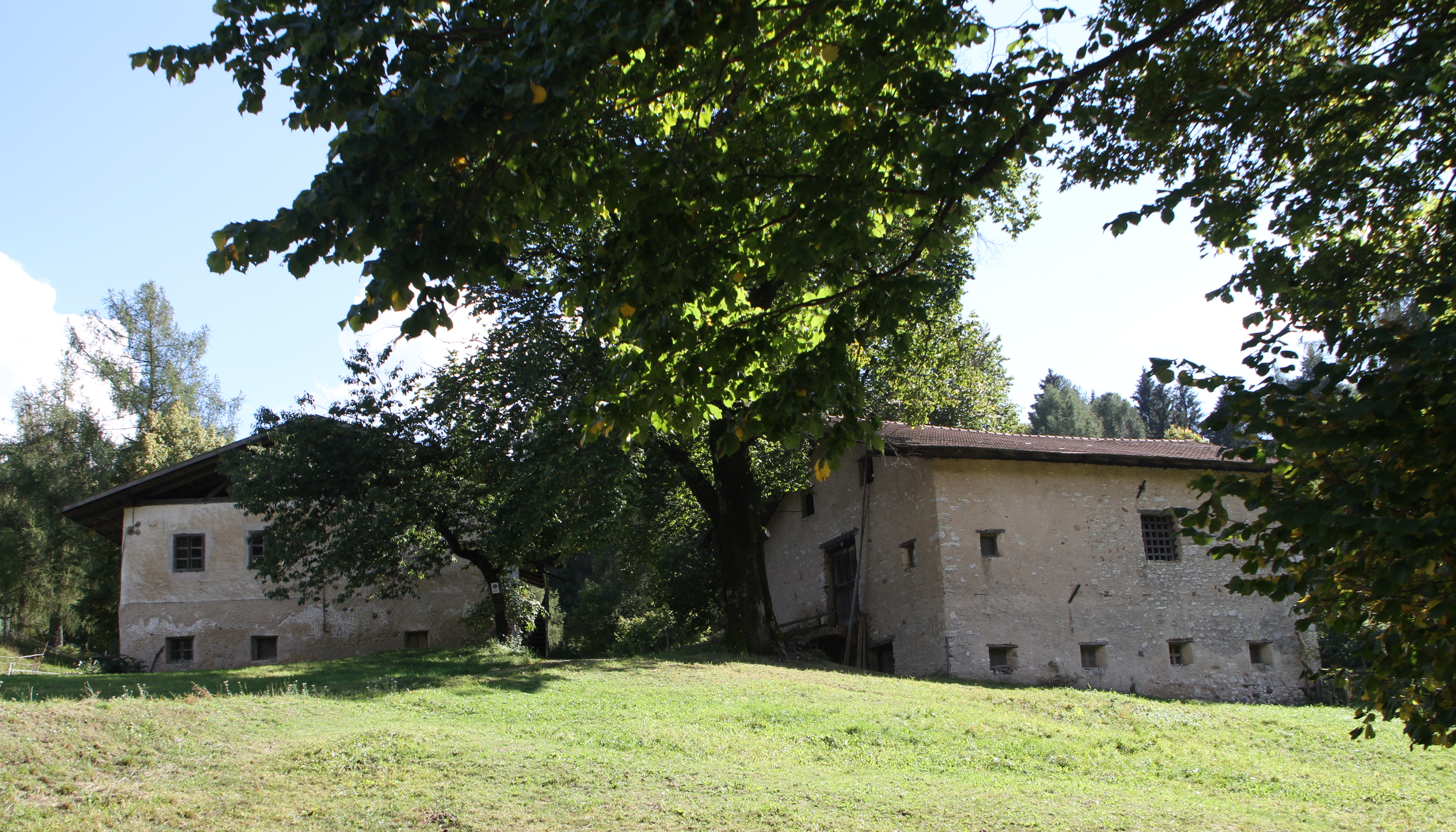
Geburtshaus Margreid-Unterfennberg 22
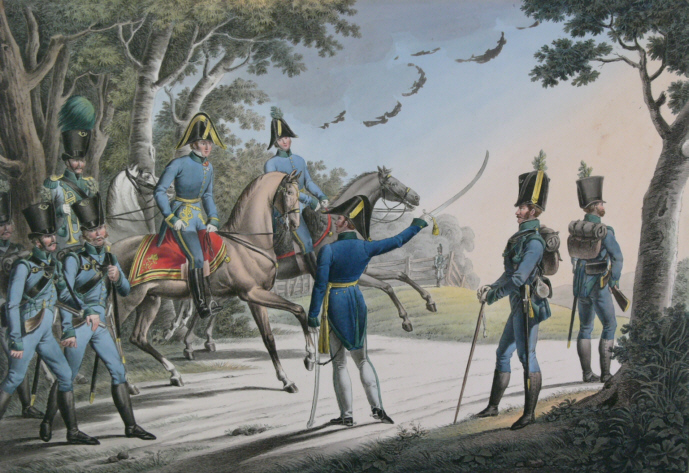
Fenner mit Fenner-Jägern, 1815
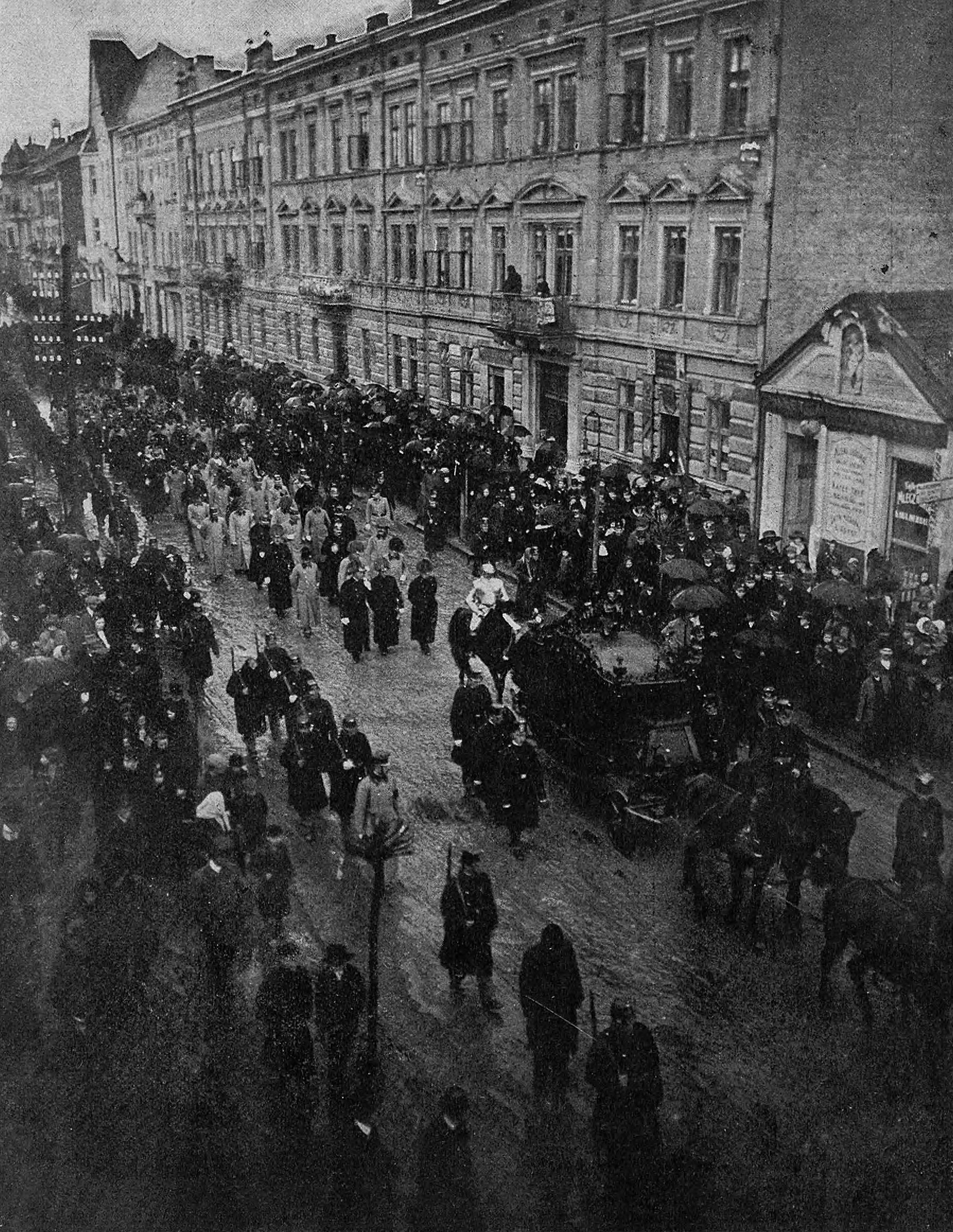
Überführung aus Jarosław 1913

## Ehrungen
Die Innsbrucker Klosterkaserne wurde 1967 in Fenner-Kaserne umbenannt. Nach dem Verkauf und Abriss der Kaserne 1984 wurde auf dem Gelände der Eugen-Kaserne das Kommandogebäude Fenner-Dankl errichtet. Die 1982 gegründete Margreider Schützenkompanie trägt den Namen Franz von Fenner. Anfang der 2000er Jahre brachte sie eine Gedenktafel an Fenners Geburtshaus an.